# Campo (Vallemaggia)
Campo é uma comuna da Suíça, no Cantão Tessino, com cerca de 54 habitantes. Estende-se por uma área de 43,3 km², de densidade populacional de 1 hab/km². Confina com as seguintes comunas: Bosco/Gurin, Cerentino, Cevio, Maggia, Montecrestese (IT-VB), Premia (IT-VB), Santa Maria Maggiore (IT-VB), Vergeletto.
A língua oficial nesta comuna é o Italiano.